# 藤原正峯
藤原 正峯（ふじわら の まさみね）は、平安時代初期の貴族。名は正岑とも記される。藤原式家、大蔵大輔・藤原貞本の子。官位は従五位下・肥後守。

## 経歴
承和9年（842年）に発生した承和の変に兄・正世と共に連座して、兵部少丞から因幡権掾に貶謫される（この時の位階は正七位上）。承和14年（847年）正世が赦免されて勅により入京を許されており、同時に正岑も入京したか。その後官界に復帰して、皇太子・道康親王（後の文徳天皇）の春宮大進となり、嘉祥2年（849年）従五位下に叙爵。
嘉祥3年（850年）仁明天皇の葬儀に際して山作司を、初七日では来定寺使を務める。文徳朝では大監物・弾正少弼等の京官を歴任し、文徳朝末の天安2年（858年）に肥後介として地方官に転じた。その後、肥後守に昇格したか。

## 官歴
注記のないものは『六国史』による。
- 時期不詳：正七位上。兵部少丞
- 承和9年（842年） 7月26日：因幡権掾（承和の変への連座）
- 承和14年（847年） 2月10日：入京
- 時期不詳：正六位上。春宮大進（皇太子・道康親王）
- 嘉祥2年（849年） 11月25日：従五位下
- 嘉祥3年（850年） 3月21日：山作司（仁明天皇葬儀）。3月27日：来定寺使
- 斉衡3年（856年） 8月28日：大監物
- 斉衡4年（857年） 2月16日：弾正少弼
- 天安2年（858年） 正月16日：肥後介
- 時期不詳：肥後守[1]

## 系譜
『尊卑分脈』による。
- 父：藤原貞本
- 母：橘島田麻呂の娘
- 妻：不詳
  - 男子：藤原在興